# 穏田川

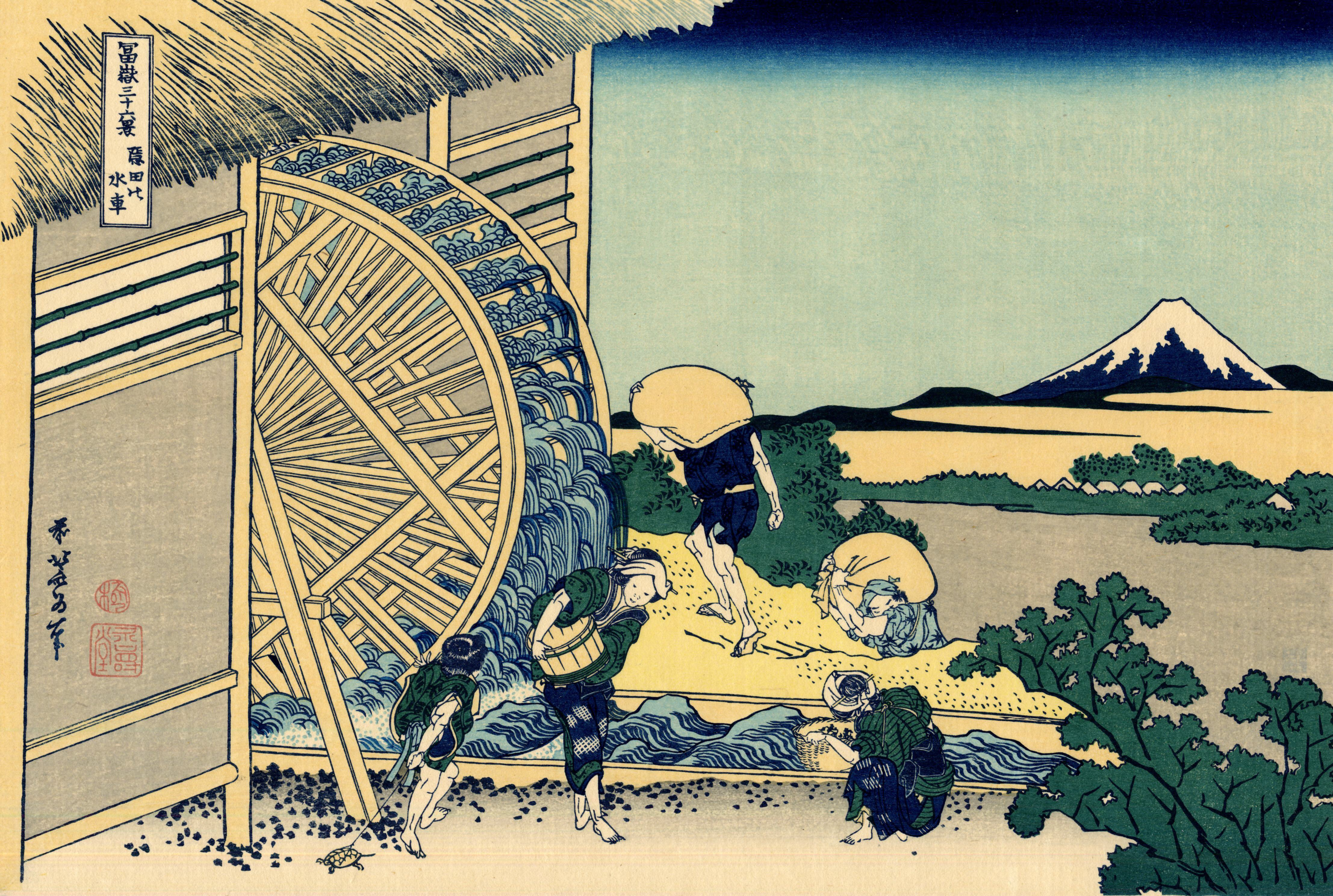
葛飾北斎『富嶽三十六景』「隠田の水車」。現・神宮前三丁目・「はぁとぴあ原宿」近辺から、同六丁目・リーバイス旗艦店付近まで、北東から南西にかけての細長い川沿い一帯が、一面に水田の広がる穏田村であった。なお、図中描かれているのは水車のために穏田川から引き込まれた分流であって、穏田川自体が小さな流れであったわけではない。

穏田川（隠田川、おんでんがわ）は、かつて東京都新宿区から渋谷区にかけて流れていた川である。

## 概要
穏田川は玉川上水の余剰水を受けていたために豊富な水量を誇り、往時には「穏田の水車」をはじめ、いくつもの水車掛けが見られたという。
上水の廃用以降、周辺の宅地化とともに徐々にドブ川化が進行し、1964年東京オリンピックを前に全面的に暗渠化された。東京都下水道局の管理する下水道がその後身であり、千駄ヶ谷幹線と呼ばれている。
なお、かつての穏田川は渋谷駅付近で宇田川と合流しており、合流地点より下流を渋谷川と呼ぶが、古い文献などでは穏田川に該当する部分も渋谷川と呼んでいる場合が多い。これは「渋谷川」の広義の用法であり、この場合、穏田川の名は用いる必要がないということになる。

## 流路

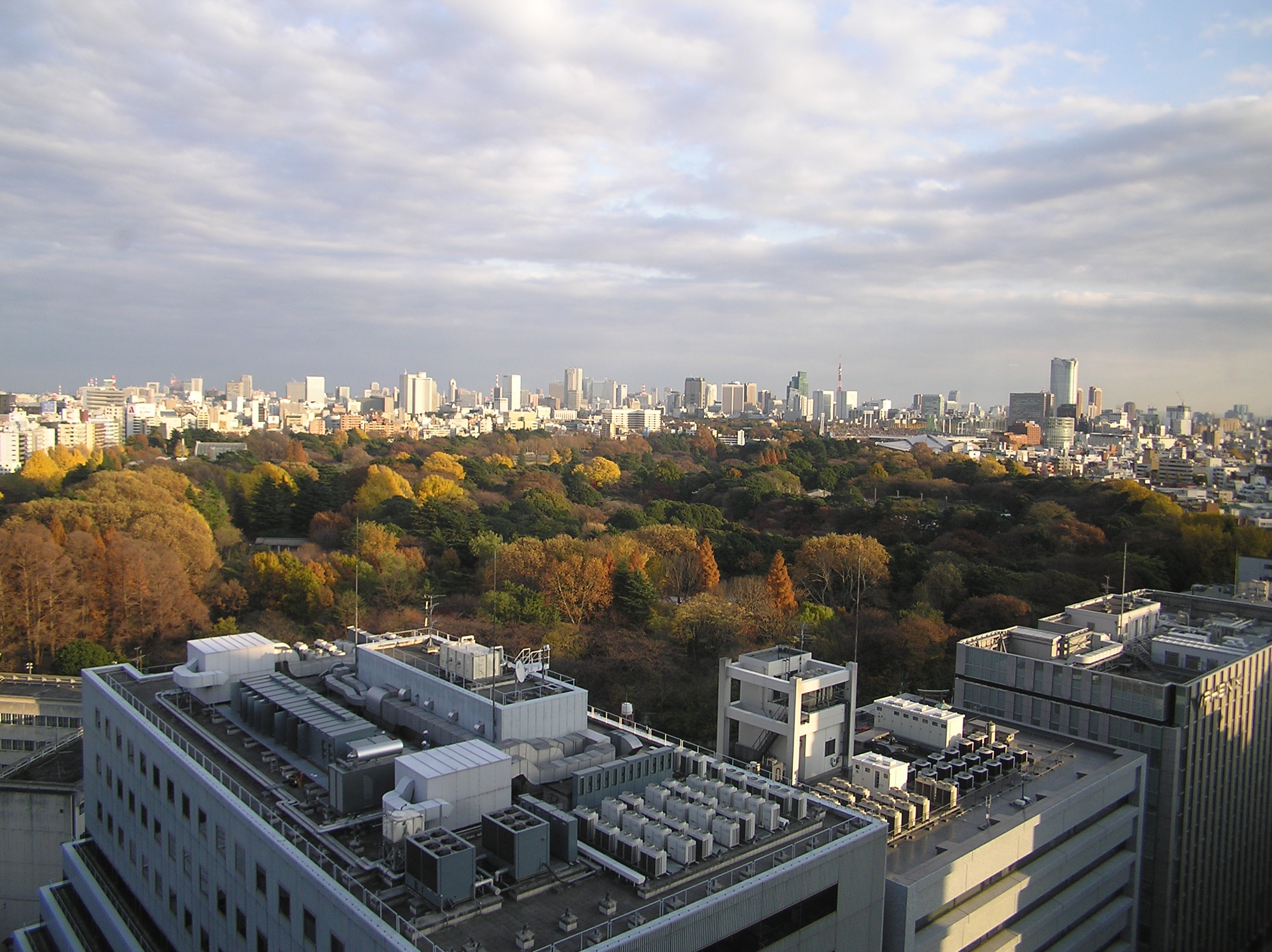
穏田川の源頭地、新宿御苑

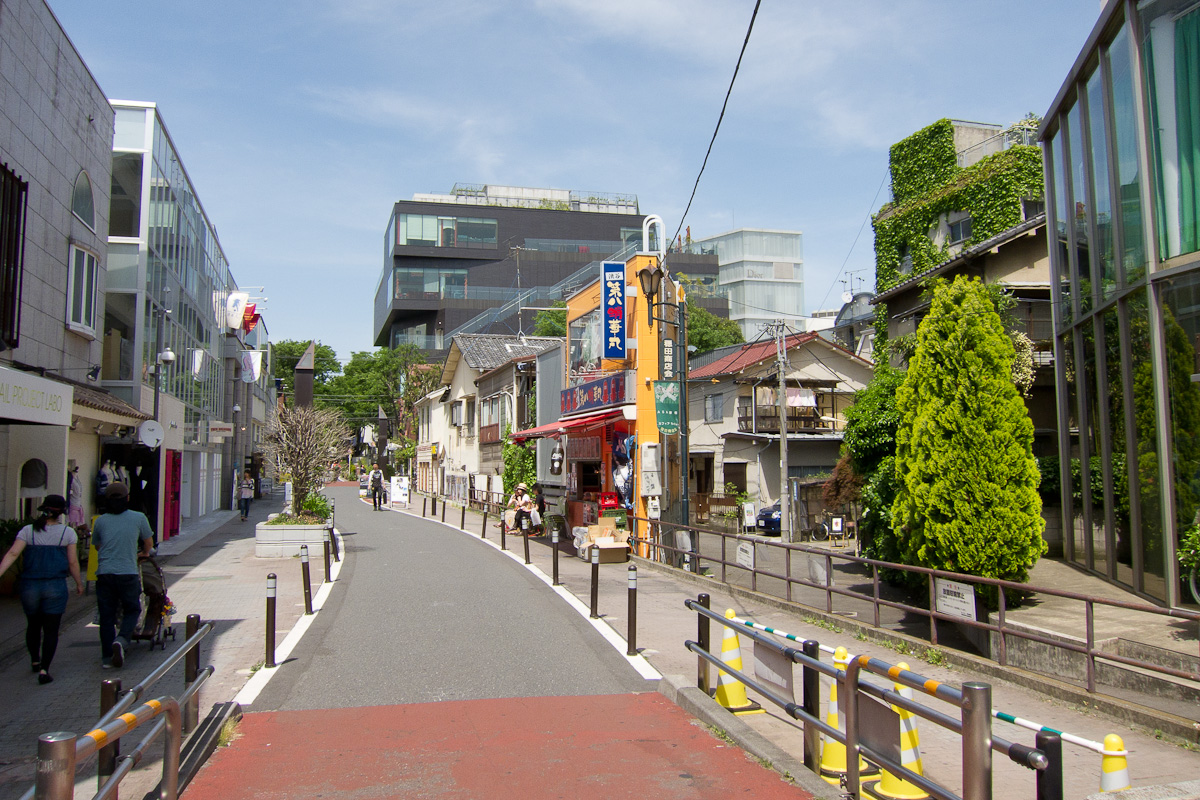
暗渠の上の街・キャットストリート。“穏田村”あたりから上流を望む。画面中央黄色い建物の右には、部分的に遺った古い蛇行の跡（路地になっている）が見える。正面奥の緑は直交する表参道。

穏田川（渋谷川）の地形上の源頭（川や泉のみなもと）は新宿御苑内にあり、苑内でさらに2つに分岐する形になっている。
1. 苑内東部の玉藻池
ただし池自体の湧水はわずかしかなかったらしい。そのかわり、池からさらに200mばかり北の地点に玉川上水の水番屋があり、人工の水路を通じてここから大量の水が来ていた。水番屋では市中配水量の調整を行っていて、余った水は全てこちらへ排水していたためである。
2. 苑内南部 - 西部の谷筋（“千駄ヶ谷”）
庭園の一部となっている「下の池」「中の池」「上の池」の順に北西へ遡り、さらに北の「母と子の森」と呼ばれるエリアから苑外の新宿高校、天龍寺にかけてのあたりに湧水源があったとされる[3]。古地図を見ると、天龍寺の境内には池があったことがわかる。

ふたつの源流は南東側へと流れ出て、千駄ケ谷駅の東・東京都道414号四谷角筈線と外苑西通りの外苑橋付近で合流していた。
以降の流路は以下のとおり。
現・外苑西通りに沿うようにして南下、神宮前二丁目・竜岩寺（龍巌寺）付近で南西へと流れを変える。ここから先は、くねった川筋がそのまま道路になっているため、地図の上でも分かりやすい。
ほどなく道が旧渋谷川遊歩道路（キャットストリート）と名を変えるあたりで北西からの流れを受け入れる。これは原宿川、原宿村分水とも呼ばれた支流で、代々木三丁目・文化学園大学から南新宿駅あたり、および明治神宮内の北池に源頭をもっていた。
旧プロペラ通りとも呼ばれる裏原宿エリアから、表参道を渡り、アパレルや雑貨のショップの並ぶ神宮前五丁目・六丁目のあたりがかつて穏田村の集落のあった一帯である。注意深く見れば、「穏田橋」と書かれた欄干のモニュメントなどを見つけることができる。
またこのあたりで、明治神宮南池からの流れが合流していた。
宮下公園交差点付近で現在の明治通りを横切り、MIYASHITA PARKに沿う形で南流し、渋谷駅の北、宮益坂下交差点西方（現・みずほ銀行およびリンツチョコレート前付近）にかつて架かっていた宮益橋の直前で、西から来た宇田川と合流していた。穏田川と呼ばれるのはここまでである。
これより下流については渋谷川を参照。渋谷ストリーム付近より下流は現存する河川である。